# Engel mit beschränkter Haftung
Engel mit beschränkter Haftung ist ein österreichischer Fernsehfilm aus dem Jahr 2024 von Regisseur Dirk Kummer nach einem Drehbuch von Uli Brée mit Harald Krassnitzer und Maresi Riegner. Am 4. Dezember 2024 wurde der Film in der ARD Mediathek veröffentlicht und im ORF sowie im Rahmen des FilmMittwochs im Ersten erstmals ausgestrahlt.

## Handlung
Oskar Manker ist seit mehr als 30 Jahren als Schutzengel bei der Engel GmbH tätig und hofft, bald in Pension gehen zu können und in den Himmel zu kommen. Allerdings sterben aufgrund einer Unachtsamkeit in einer einzigen Nacht mit Mira Aichner und Karl gleich zwei seiner Schützlinge, sodass ihm die ewige Rente zunächst verwehrt bleibt. Stattdessen wird ihm von seiner Vorgesetzten Jona Mira als Engel zur Ausbildung zur Seite gestellt.
Alarmiert wird Oskar über einen Pager. Als Engel können die beiden von den Lebenden nicht gesehen, gehört oder gerochen werden, diese können nur einen kalten Hauch verspüren. Engel können essen, müssen aber nicht und schmecken nichts und schlafen nicht. Im Aufzug können sie nur mitfahren, ebenso können sie nicht durch Wände gehen. Allerdings können sie durch Konzentration Einfluss nehmen. Nachdem Mira kein Zuhause hatte, zieht sie in das Kabinett von Oskars Wohnung ein.
Oskar und Mira sollen den Drogendealer Pierre Berger beschützen. Pierre ist mitverantwortlich dafür, dass Mira vor ihrem Tod zunehmend in die Drogenszene abgerutscht war. Anstelle des Pagers besorgt Mira Oskar ein Smartphone, außerdem findet sie heraus, dass er gegen das Kernkraftwerk Zwentendorf und für die Erhaltung der Hainburger Au demonstriert hat. Auf seinem Grabstein findet sie seine Lebensdaten: 1925 bis 1985. Seine Frau hat zwei Jahre danach wieder geheiratet.
Auf die Frage, warum er ausgerechnet jemanden wie den Drogendealer Berger beschützen soll, erhält er von seiner Vorgesetzten keine Informationen, weil diese gegenüber ihrer Chefin zur Verschwiegenheit verpflichtet ist. Mira beobachtet, wie ihre Mutter Andrea ihren Vater Georg verlässt, außerdem folgt sie Berger mit Beatrice Blau zu Henk Claes, der CEO des Pharmaunternehmens W & D Pharma ist. Berger, der auch ein Detektivbüro betreibt, soll für Claes einen Raum verwanzen und mit Kameras versehen. Berger ist der Sohn von Blaus bester Freundin.
Oskars Tochter Mercedes ist nach der Automarke benannt, weil er sich immer so ein Auto gewünscht hatte, aber er sich damit hätte nicht auf Demonstrationen blicken lassen können. Mercedes ist viel im Ausland unterwegs und wird von Beatrice zu einem Treffen in der von der Berger überwachten Villa eingeladen. Claes ist angeblich an der Forschungsarbeit von Mercedes interessiert, diese soll kurz vor dem Ziel eingestellt werden, weil die Gelder gestrichen werden. Die Forschung von Mercedes beschäftigt sich mit Leukämie, an der ihr Vater Oskar gestorben ist. Mercedes nimmt das Bestechungsgeld von Claes an. Während Oskar ihr einflüstert, es zurückzubringen, sagt sie, dass sie es für ihn tue.
Oskar erzählt Mira, dass in den 80er-Jahren seine Frau Martha an Leukämie erkrankt ist. Er hatte damals gebetet und versprochen sich zu ändern, falls Martha gerettet wird. Als sie tatsächlich wieder gesund wurde, schrieb er das der Schulmedizin zu und wurde wieder derselbe Zyniker wie vorher, bis er selbst an Leukämie verstorben ist. Am meisten bereut er, dass er seiner Tochter nicht mehr beistehen konnte.
Berger lässt eine Kopie des Videos der Überwachungskameras mitgehen. Diese bietet er der Journalistin Sandra für 25.000 Euro an, diese zeigt jedoch kein Interesse. Oskar findet heraus, dass Mira der Schutzengel von Mercedes ist, ihm jedoch nichts sagen durfte. Von Jona erfährt Oskar, das er Berger beschützen muss, weil dieser durch seine Gier die Studie auffliegen lassen muss, bevor das Medikament auf den Markt gelangt und dadurch tausende Menschen sterben. Berger landet nach einer Schlägerei in der Donau und verliert dabei den USB-Stick mit der Videoaufnahme.
Mercedes wird von Mira dazu gebracht, Oskars Wohnung aufzusuchen. Dort findet sie die von Oskar hinter einem Bild versteckte Visitenkarte von Henk Claes. Mercedes erstattet daraufhin bei der Polizei Selbstanzeige. Zwischen Miras Eltern kommt es zu einer Versöhnung. Für Oskar ist seine Aufgabe damit erledigt, während Mira Schutzengel von Mercedes bleibt.

## Produktion und Hintergrund
Die Dreharbeiten fanden vom 3. Mai bis zum 1. Juni 2022 unter dem Arbeitstitel Die Engel GmbH in Wien und Niederösterreich statt. Drehort war unter anderem der Wiener Zentralfriedhof.
Produziert wurde der Film von der österreichischen Cult Film (Produzenten Burkhard Ernst und Katharina Ernst) im Auftrag des Bayerischen und des Österreichischen Rundfunks. Unterstützt wurde die Produktion vom Land Niederösterreich.
Die Kamera führten Joe Berger und Alex Püringer, die Musik schrieb Stefan Bernheimer, die Montage verantwortete Thomas Krause und das Casting Eva Roth. Das Kostümbild gestaltete Diana Dietrich, das Szenenbild Rudi Czettel, den Ton Dietmar Zuson und die Maske Ines Steininger und Sonja Aigner.
Der 2022 entstandene Film war nach Der Liebhaber meiner Frau und Wer einmal stirbt dem glaubt man nicht (beide 2020) sowie Faltenfrei (2021 mit Adele Neuhauser) eine weitere Zusammenarbeit von Drehbuchautor Uli Brée und Regisseur Dirk Kummer. Mit Ungeschminkt (2024) erneut mit Adele Neuhauser entstand eine weitere gemeinsame Produktion. Im Film ist unter anderem das Lied Ganz Wien von Falco über die Wiener Drogenszene zu hören.

## Rezeption

### Kritiken
Tilmann P. Gangloff vergab auf tittelbach.tv 4,5 von 6 Sternen. In der originellen Tragikomödie berge die Kombination alter Eigenbrötler und aufmüpfige junge Frau nicht nur Zündstoff, sondern auch viel komisches Potenzial. Diese heitere Note behalte der Film selbst dann noch bei, als es im letzten Akt unversehens spannend werde.
Oliver Armknecht bewertete den Film auf film-rezensionen.de mit sieben von zehn Sternen. Die Produktion beginne als Komödie, habe später auch tragische Komponenten und wildere sogar im Krimigenre. Das sei unterhaltsam, gehe zuweilen auch zu Herzen, ohne dass dabei böse manipuliert würde.
Melanie Mühl meinte in der Frankfurter Allgemeinen Zeitung, dass der Film sehr amüsant sei und hätte leicht zur klamaukigen Weihnachtskomödie werden können, aber das Paar Oskar/Mira ergänze sich famos und treibe die Handlung mit Witz voran.
Eric Leimann schrieb auf prisma.de, dass die Komödien-Idee zweier gegensätzliche Charaktere alles andere als neu sei, hier aber originell variiert wurde. Oskar erinnere dabei ein bisschen an eine Schabernack-Version der Engel aus Wim Wenders Der Himmel über Berlin (1987). Auch Harald Krassnitzers Co-Star Maresi Riegner sei darstellerisch eine ziemliche Wucht.

### Quote
Die Erstausstrahlung im Ersten im Dezember 2024 erreichte 4,96 Millionen Zuseher, der Marktanteil betrug 20,5 Prozent.
Auf ORF 2 verfolgten die Erstausstrahlung bis zu 732.000 und durchschnittlich 609.000 Zuschauer bei 24 Prozent Marktanteil.